# Paepalanthus gomesii
Paepalanthus gomesii är en gräsväxtart som beskrevs av Silveira. Paepalanthus gomesii ingår i släktet Paepalanthus och familjen Eriocaulaceae. Inga underarter finns listade i Catalogue of Life.